# Ahmed Cherif
Ahmed Cherif (arabe : أحمد الشريف), parfois orthographié Ahmad el Sherif, né le 31 décembre 1979 à Sfax, est un chanteur tunisien vivant et travaillant au Liban. Il sort trois albums studio sur le label Rotana.

## Biographie
Il connaît un grand succès au Maghreb, et surtout au Moyen-Orient et au Liban,. Depuis son apparition à la première édition de la Star Academy Moyen-Orient, il donne de nombreux concerts, notamment au Liban, à Dubaï, au Koweït, en Australie, en Syrie et en Jordanie.
L'album Bayn Ennas (Parmi les gens), produit par la maison de disques Star System et distribué par Rotana, comporte neuf chansons dont l'une, Salam Allah Alik, est écrite et composée par lui-même ; il réalise également le clip de Sahran Maak Ellila produit par la chaîne de télévision LBC.
L'album Ana am Faker, réalisé en collaboration avec Star System et Rotana, sort le 10 juin 2009. Les paroles de la musique éponyme tirée de l'album sont de Samir Francis, la composition de Samir Sfir, l'arrangement de Tarek Madkour et le clip de la musique réalisé par Walid Nacef. Ce titre occupe les premières places dans le hit-parade tunisien pendant plusieurs semaines.
Au début de l'année 2010, il se marie à Sfax avec Imen Gargouri qu'il connaissait avant sa participation à la Star Academy Moyen-Orient.